# Гайко (Невада)
Гайко (англ. Hiko) — переписна місцевість (CDP) в США, в окрузі Лінкольн штату Невада. Населення — 124 особи (2020).

## Географія
Гайко розташоване за координатами 37°38′46″ пн. ш. 115°11′18″ зх. д. / 37.64611° пн. ш. 115.18833° зх. д. (37.646191, -115.188284).  За даними Бюро перепису населення США в 2010 році переписна місцевість мала площу 61,49 км², з яких 60,64 км² — суходіл та 0,85 км² — водойми.

## Демографія
Згідно з переписом 2010 року, у переписній місцевості мешкало 119 осіб у 43 домогосподарствах у складі 32 родин. Густота населення становила 2 особи/км².  Було 50 помешкань (1/км²).
Расовий склад населення:
| - 96,6 % — білих - 0,8 % — корінних американців |

До двох чи більше рас належало 2,5 %. Частка іспаномовних становила 0,8 % від усіх жителів.
За віковим діапазоном населення розподілялося таким чином: 27,7 % — особи молодші 18 років, 62,2 % — особи у віці 18—64 років, 10,1 % — особи у віці 65 років та старші. Медіана віку мешканця становила 45,8 року. На 100 осіб жіночої статі у переписній місцевості припадало 108,8 чоловіків;  на 100 жінок у віці від 18 років та старших — 115,0 чоловіків також старших 18 років.
Цивільне працевлаштоване населення становило 11 осіб. Основні галузі зайнятості: фінанси, страхування та нерухомість — 100,0 %.